# Hornsby Bend
Hornsby Bend est une census-designated place située dans le comté de Travis, dans l’État du Texas, aux États-Unis. Sa population s’élevait à 12 168 habitants lors du recensement de 2020.